# You Make Me Feel (Mighty Real)
«You Make Me Feel (Mighty Real)» es el título de una canción del cantante estadounidense Sylvester James, publicada en 1978 bajo su primer nombre, Sylvester.

## Historia
El sencillo fue el primero de Sylvester en entrar en la lista de los diez más populares del Reino Unido, donde alcanzó el puesto número 8. También tuvo gran éxito en Italia (número 7) y Suiza (número 6), y en general en toda Europa. En los Estados Unidos, «You Make Me Feel (Mighty Real)» alcanzó el puesto 36 en el Billboard Hot 100.
La canción se publicó en 1978 en el disco Step II, que incluía también el tema «Dance (Disco Heat)». El sencillo se mantuvo durante seis semanas en el Hot Dance Club de EE. UU., entre agosto y septiembre de ese año, ayudando a construir la carrera de Sylvester en la escena de la música disco.
Fue versionada posteriormente, en 1989, por el cantante inglés Jimmy Somerville, en su primer álbum como solista Read My Lips, alcanzando la quinta posición de los sencillos más vendidos en el Reino Unido y obteniendo, por tanto, mejor resultado que el de la versión original.
En 1991, Sandra Bernhard realizó su propia versión de la canción en homenaje a Sylvester James, incluyéndola en su álbum Excuses for Bad Behavior (Part One). Un maxisencillo de la canción, publicado en 1994, alcanzó el puesto número 13 en la lista Dance Club Play Chart.
En 1998, la canción fue versionada por el cantante Byron Stingily, y en esta ocasión el sencillo llegó al número 1 del Dance Club Play Chart.

## Personal
- Sylvester - voz principal y coros, piano
- Patrick Cowley - sintetizadores Electro-comp 101 y 200 modelos, ARP String Ensemble y secuenciador Oberheim DS-2
- James "Tip" Wirrick - guitarra eléctrica
- Bob Kingson - bajo
- Randy Merritt - batería
- David Frazier - cencerro y pandereta